# Irene Lotti
Irene Lotti (Firenze, 23 aprile 1998) è una calciatrice italiana, di ruolo centrocampista.

## Carriera

### Club
Nata a Firenze nel 1998, nel 2015 è entrata a far parte della rosa della Florentia, società appena fondata, iscritta alla Serie D, 4º e ultimo livello del calcio femminile italiano. Con le biancorosse ha ottenuto in due anni due promozioni consecutive, in Serie C e Serie B, vincendo anche 2 Coppe Toscana e una Coppa Italia regionale.
Ha esordito in Serie B con la maglia della Florentia S.G. il 17 settembre 2017, alla 1ª di campionato in casa contro il Pisa, entrando al 56' e segnando 2 reti, quelle del 6-0 al 71' e dell'8-0 al 79', in una gara terminata con una vittoria per 9-0. Una settimana prima aveva già giocato in Coppa Italia, nel ritorno del 1º turno, vinto per 4-0 sul campo dell'Arezzo, anche in questo caso andando a segno, con il 3-0 nel secondo tempo. Con 27 presenze e 7 reti in campionato ha contribuito alla prima promozione di sempre delle biancorosse in Serie A, arrivata con la vittoria per 3-0 del 19 maggio 2018 nello spareggio promozione a Città Sant'Angelo contro la Roma CF, dopo che le fiorentine avevano già vinto il loro girone di Serie B.
Ha debuttato in massima serie il 22 settembre 2018, alla 1ª di campionato sul campo del Verona, entrando al 62' e pareggiando per 2-2. Nel corso della stagione sotto la guida tecnica di Stefano Carobbi totalizza 12 presenze, tutte in campionato.
La successiva estate la società trasferisce la sede da Firenze a San Gimignano, in provincia di Siena, iscrivendosi al campionato 2019-2020 con la denominazione sociale Florentia San Gimignano e adottando i colori sociali della locale squadra maschile del San Gimignano, il nero e il verde. Lotti e gran parte delle compagne rimangono legate alla nuova società che affrontano la stagione entrante con il nuovo allenatore Michele Ardito. Ardito concede fiducia a Lotti impiegandola in sei occasioni prima del suo esonero.
Nell'estate del 2021 Lotti, dopo essere stata svincolata dal Florentia San Gimignano, che aveva ceduto il titolo sportivo, è passata all'Hellas Verona, firmando un annuale per la stagione 2021-2022.

## Statistiche

### Presenze e reti nei club
Statistiche aggiornate al 15 maggio 2022.
| Stagione         | Squadra          | Campionato       | Campionato | Campionato | Coppe nazionali | Coppe nazionali | Coppe nazionali | Coppe continentali | Coppe continentali | Coppe continentali | Altre coppe | Altre coppe | Altre coppe | Totale | Totale |
| Stagione         | Squadra          | Comp             | Pres       | Reti       | Comp            | Pres            | Reti            | Comp               | Pres               | Reti               | Comp        | Pres        | Reti        | Pres   | Reti   |
| ---------------- | ---------------- | ---------------- | ---------- | ---------- | --------------- | --------------- | --------------- | ------------------ | ------------------ | ------------------ | ----------- | ----------- | ----------- | ------ | ------ |
| 2017-2018        | Florentia S.G.   | B                | 26+1       | 7          | CI              | 1               | 1               | -                  | -                  | -                  | -           | -           | -           | 28     | 8      |
| 2018-2019        | Florentia S.G.   | A                | 12         | 0          | CI              | 0               | 0               | -                  | -                  | -                  | -           | -           | -           | 12     | 0      |
| 2019-2020        | Florentia S.G.   | A                | 7          | 0          | CI              | 0               | 0               | -                  | -                  | -                  | -           | -           | -           | 7      | 0      |
| 2020-2021        | Florentia S.G.   | A                | 9          | 0          | CI              | 1               | 0               | -                  | -                  | -                  | -           | -           | -           | 10     | 0      |
| Totale Florentia | Totale Florentia | Totale Florentia | 55         | 7          | -               | 2               | 1               | -                  | -                  | -                  | -           | -           | -           | 57     | 8      |
| 2021-2022        | Verona           | A                | 21         | 0          | CI              | 2               | 0               | -                  | -                  | -                  | -           | -           | -           | 23     | 0      |
| 2022-2023        | Verona           | B                | 26         | 3          | CI              | 2               | 0               | -                  | -                  | -                  | -           | -           | -           | 28     | 3      |
| 2023-2024        | Verona           | B                | 27         | 4          | CI              | 2               | 0               | -                  | -                  | -                  | -           | -           | -           | 29     | 4      |
| Totale Verona    | Totale Verona    | Totale Verona    | 74         | 7          | -               | 6               | 0               | -                  | -                  | -                  | -           | -           | -           | 80     | 7      |
| Totale carriera  | Totale carriera  | Totale carriera  | 133        | 14         | -               | 4               | 1               | -                  | -                  | -                  | -           | -           | -           | 137    | 15     |

## Palmarès

### Club

#### Competizioni nazionali
- Campionato italiano di Serie D: 1

Florentia: 2015-2016 (Toscana)
- Coppa Toscana femminile: 2

Florentia: 2015-2016, 2016-2017
- Campionato italiano di Serie C: 1

Florentia: 2016-2017 (Toscana)
- Coppa Italia regionale femminile: 1

Florentia: 2016-2017
- Campionato italiano di Serie B:

Florentia: 2017-2018 (girone A)